# Kościół Najświętszego Serca Pana Jezusa w Nakle Śląskim
Kościół Najświętszego Serca Pana Jezusa w Nakle Śląskim – rzymskokatolicki kościół parafialny położony w Nakle Śląskim (powiat tarnogórski, województwo śląskie).

## Historia
Pierwotnie wieś należała do parafii w Żyglinie. 18 sierpnia 1892 wmurowano kamień węgielny pod budowę obecnego kościoła. Proboszczem w Żyglinie był wówczas ksiądz Karol Klose. 90 procent funduszy na budowę świątyni przekazał niemiecki katolicki potentat przemysłowy, hrabia Łazarz IV Henckel von Donnersmarck. Budowę fizycznie i datkami wspierali parafianie. Konsekracji kościoła dokonał nieprzychylny Polakom kardynał Jerzy Kopp 24 października 1894. Obiekt zaprojektowano na pomieszczenie około 1500 osób. Pierwszym proboszczem został Rudolf Anderko, a następnym Paweł Marx, popularyzator trzeźwości. Od 1920 do 1945 proboszczem był Ernest Kudelko, który napisał dwutomową historię kościoła i parafii - cenny dokument z historii tej części Śląska. Po II wojnie światowej kościół był dwukrotnie malowany, założono ogrzewanie, nagłośnienie, a także zmieniono całkowicie wystrój prezbiterium.

## Architektura i wnętrze

### Kościół
Projektantem kościoła był Hugo Heer z Wiednia, pochodzący z Bytomia. Świątynia zbudowana z cegły jest neoromańska, trójnawowa, orientowana, z elementami sztuki bizantyńskiej. Posiada plan centralny: w kwadrat wpisano ośmiokąt, który został zwieńczony ośmiokątną kopułą. Od zachodu dwie niezbyt wysokie wieże postawiono po obu stronach głównego wejścia do obiektu. Prezbiterium jest zamknięte trójbocznie. 

### Mauzoleum
Po północnej stronie kościoła stoi ceglane, neoromańskie mauzoleum Donnersmarcków zbudowane w 1889 na planie krzyża greckiego. Złożono w nim m.in. szczątki fundatora, Łazarza Henckla von Donnersmarcka i jego małżonki, Marii. W mauzoleum umieszczone są również epitafia członków rodziny von Donnersmarck, zmarłych po 1945 poza Polską.

### Dom opieki
W pobliżu świątyni od 1899 funkcjonuje dom opieki, prowadzony przez siostry boromeuszki, poprzednio znany jako Zakład św. Łazarza. Wzniesiono go dla sierot po górnikach, którzy ponieśli śmierć w kopalniach Donnersmarcków. Potem służył również dzieciom upośledzonym umysłowo.

### Organy
Organy zostały wybudowane przez firmę Schlag & Söhne w 1894 roku. Instrument ma jeden miech pływakowy. Traktura pedału jest mechaniczno-pneumatyczna, a manuałów – pneumatyczna. Stół gry jest wbudowany centralnie w cokół szafy organowej. W 2005 roku podczas generalnego remontu przeprowadzonego przez Tomasza Orlowa i Marka Urbańczyka usunięto urządzenie o nazwie Calicant oraz zmieniono niektóre rurki metalowe na plastikowe.
Dyspozycja instrumentu:
| Manuał I              | Manuał II        | Pedał        |
| --------------------- | ---------------- | ------------ |
| 1. Principal 8        | 1. Salicet 8     | 1. Subbaß 16 |
| 2. Gambe 8            | 2. L. Gedackt 8  | 2. Cello 8   |
| 3. Portunal 8         | 3. Fl. travers 4 |              |
| 4. Octave 4           |                  |              |
| 5. Progrharm 2-3 fach |                  |              |

### Dzwony
Podczas działań wojennych dwa dzwony ze starego zestawu zostały zarekwirowane przez Niemców na cele wojenne. Ostał się z nich jeden, najmniejszy. W 2017 roku odkupiono dwa nowe instrumenty z likwidowanego kościoła ewangelickiego pw. św. Michała w Elberfel, dzielnicy miasta Wuppertal, w Niemczech. Zostały odlane w 1995 roku przez odlewnię Eifeler. Po sprowadzeniu do Polski, w marcu dzwony poświęcił biskup gliwicki Jan Kopiec przy okazji bierzmowania w parafii. Od tego czasu były eksponowane obok prezbiterium. Na wieżę kościoła wciągnięto je na początku kwietnia przez otwór w kopule na sklepieniu od wewnątrz świątyni.